# Lepidopilum hirsutum
Lepidopilum hirsutum är en bladmossart som beskrevs av Brotherus 1907. Lepidopilum hirsutum ingår i släktet Lepidopilum och familjen Daltoniaceae. Inga underarter finns listade i Catalogue of Life.